# Nar Ab
 (juin 2018).
Nar Ab (en persan : ناراب romanisé en Nār Āb et en Nārāb) est un village de l’Azerbaïdjan oriental en Iran. Lors du recensement de 2006, sa population était de 175 habitants pour 35 familles.